# 渡部清
渡部 清（わたなべ きよし、1934年 - ）は、日本の教育者、書家、書道史研究家。

## 略歴
長野県諏訪市出身。長野県諏訪清陵高等学校を経て、東京教育大学教育学部芸術学科（現・筑波大学芸術専門学群）卒業。同大学院教育学研究科修士課程修了。1961年東京教育大学附属中学校・高等学校（現・筑波大学附属中学校・高等学校）国語・書道講師。NHKアートデザイン部にてタイトル制作に従事。1995年日本相撲協会相撲教習所国語・書道講師。1996年横浜国立大学教育学部教授。

## タイトル作品
- NHK
  - 花の生涯（1963年）
  - 新日本紀行（1963年）
  - NHK特集 シルクロード（1980年）
  - 海のシルクロード（1988年）
  - 春日局（1989年）[1]

## 著書
- 文部省検定済教科書『小学校書き方』（学校図書）
- 文部省検定済教科書『中学校書写』（学校図書）
- 『くずし字辞典』（思文閣出版）
- 『伝西行筆躬恒集』（六興出版）1975年
- 『あたらしい書道』（国土社）1978年
- 『影印 日本の書流』（柏書房）1982年
- 『日本の名筆』（日本交通公社）1985年